# 玛门
玛门（Mammon，也作Mammon、Maymon或者Amaimon）在新约圣经中用来描绘物质财富或贪婪 ，在基督教中掌管七宗罪中的貪婪，但在古叙利亞語是“財富”之意。在新約圣经中耶穌用來指責門徒貪婪時的形容詞。在中世紀被神格化為地獄財神，誘使人為財富互相殺戮。在《失樂園》中，被打入地獄的眾天使們便在瑪門的指揮下發掘無數的珍寶以建造自己的聖殿。瑪門（Mammon）在新約中描述物質財富或貪婪。另外，彌爾頓的《失樂園》中，瑪門為撒旦建造的宮殿名為“潘地曼尼南”。
因為名字的關係，容易與亞蒙（Amon，所羅門七十二柱魔神中的第7柱）和亞麥依蒙（Amaimon，地獄四王之一，東方支配者）混淆。

1909年的绘画，玛门崇拜

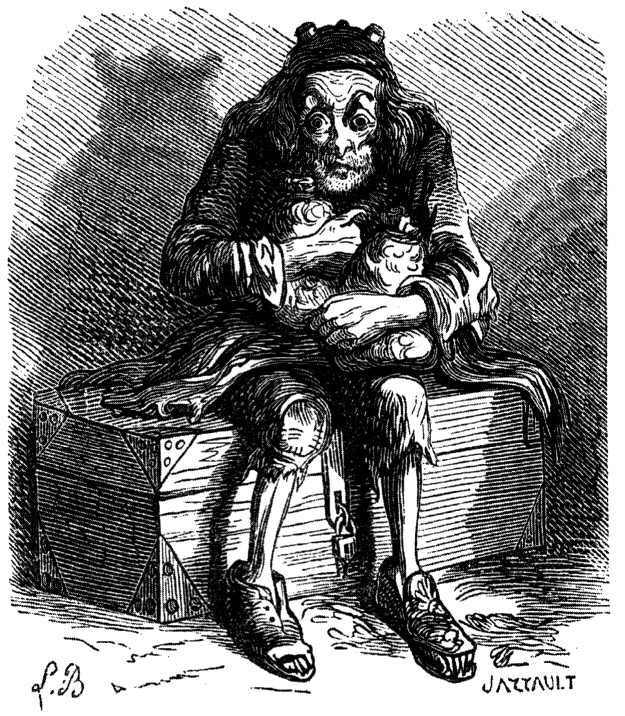
《地獄辭典》中的瑪門

## 界说
學者将“玛门”定义为：
1. 财富和贪婪的假神；
2. 财富被当成崇拜的对象和贪婪的追求；财富被看作邪恶的，或多或少被人格化。

Winston的定义：
1. 财富、世间的财富；
2. 对财富的贪婪。

牛津词典的定义：财神
在当代语言中，这个词汇至少在芬兰语（mammona）、丹麦语（mammon）、希伯来语（mamon）、挪威语（mammon）、波兰语（mamona）、捷克语（mamon）、斯洛伐克语（mamona）、瑞典语（mammon）、德语（Mammon）和南非荷兰语（Mammon）中，都具有同样的含义。

## 惡魔形象
瑪門原意是指錢欲，後來變化成喜愛金錢的惡魔名稱。在16世紀的魔法書中繪製的瑪門王 (Maymon Rex)網絡的肖像，在其肖像邁蒙表示為全身黑色，持有雙鳥頭的惡魔。 Fred Gettings指出瑪門持有鳥頭的魔鬼型態有可能起源於亞蒙（Amon，所羅門七十二柱魔神中的第7柱，相傳也是瑪門的別稱。）

## 人格化
|                         | 不要为自己积蓄财宝在地上，地上有虫蛀、锈蚀，也有贼挖洞偷窃；只要为自己积蓄财宝在天上，天上没有虫蛀、锈蚀，也没有贼挖洞偷窃。因为你的财宝在哪里，你的心也必在哪里。 |
| ——《马太福音 6:19～21》 | |

|                     | 一个人不能事奉两个主。不是恶这个爱那个，就是重这个轻那个。你们不能又事奉神，又事奉玛门。 |
| ——《马太福音 6:24》 |                                                                                          |

在圣经中的路加福音 16:13和马太福音 6:24，玛门被人格化。在一些译本中，还包括了路加福音16章9节和11节。

## 次文化
- 輕小說《關於我轉生變成史萊姆這檔事》神樂坂優樹持有技能 大罪系究極技能《貪婪之王》瑪門
- 乙女遊戲《Obey me!》七位男主之一 七兄弟排名老二 《貪婪的化身》
- 電影《康斯坦丁:驅魔神探》為惡魔之子，不想受控於瑪門的父親
- 網路影集《極惡老大》瑪門為Loo Loo Land的老闆，且為地獄中七大環中貪婪之環的統治者